# Henriette Widerberg

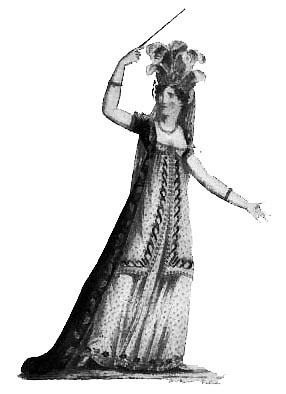
Henriette Widerberg als 'Armida' (1823).

Henriette Sophie Widerberg (* 3. September 1796 in Stockholm; † 3. April 1872 ebenda) war eine schwedische Opernsängerin (Sopranistin). Widerberg war von 1807 bis 1843 tätig und gilt als eine der beliebtesten Schauspielerinnen und die führende Primadonna in Schweden zwischen 1820 und 1837. Sie war die erste Frau in Schweden, die 1850 ihre Memoiren En skådespelerskas minnen („Erinnerungen einer Schauspielerin“) veröffentlichte, in denen sie unter anderem über die Ungerechtigkeiten berichtete, die ihr die Männer in ihrem Leben angetan hatten.

## Leben
Widerberg war die Tochter der Schauspieler Andreas Widerberg und Anna Catharina Widebäck. Sie wurde 1807 in die Schülerschule des Dramaten aufgenommen, war 1810 am Djurgård-Theater (Djurgårdsteatern) angestellt und hatte in den 1810er Jahren Engagements in Göteborg, wo sie in der Truppe von Johan Anton Lindqvist arbeitete, die oft in der Stadt auftrat. 1817 debütierte sie an der Königlichen Oper und wurde 1820 als Nachfolgerin von Jeanette Wässelius eine populäre Sängerin. Sie wird als Schönheit beschrieben und soll eine „Nachtigallenstimme“ gehabt haben. In ihren Memoiren beschreibt sie, wie ihre Mutter sie mit Aufträgen und reichen Verehrern versorgte und dass sie während ihrer Zeit in Göteborg „Mätresse im Theater und mit Puppen in meinem Zimmer spielte“ und wie die Herren sie „mit Geschenken überhäuften“.
Bei ihrem Debüt an der Königlichen Oper im Herbst 1817 als „Laura“ Nicolas Dalayracs Operette Léon ou Le Château de Monténéro soll sie so bewegend gewesen sein, dass das Publikum „in Tränen ausbrach“. Sie trat hauptsächlich in Operetten auf, bis sie in Gaspare Spontini s Oper La vestale zeigte, dass sie auch anspruchsvollere Rollen übernehmen konnte. Sie galt als Naturtalent mit einem umwerfenden Mezzosopran, lernte aber nicht, Noten zu lesen, sondern ließ jemanden aus dem Orchester die Noten für sie spielen. Die Kritiken über ihre Darbietungen waren aber durchaus unterschiedlich und reichten von schrill, schlecht und mittelmäßig bis hin zu hinreißend.
In ihren Memoiren erzählt sie, wie Verehrer sie auf Landhäuser einluden, sich als Frauen verkleideten, um in ihr Zimmer zu gelangen, und wie einer versuchte, sie in den Norrström zu werfen, als sie ihn abwies. Als sie am 17. Mai 1833 als „Zerlina“ in Daniel-François-Esprit Aubers Fra Diavolo auftrat, war sie die erste Frau, die eine Entkleidungsszene spielte, was die Presse schockierte: „Jetzt kann sich eine Dame des Theaters, was man in einer noch so wenig anständigen Gesellschaft nicht kann, bis auf die Unterwäsche entkleiden“. Bei den beiden Streiks des Ehepaars Torsslow über die Frage der Höhe der festen Gehälter bei Wegfall der umstrittenen Gewinnbeteiligung der Schauspieler 1828 und 1834 war sie neutral. Als sie 1837 in den Ruhestand ging, erhielt sie den Titel einer Hofsängerin. 
Widerberg trat in der Saison 1838–1839 wieder als Gastkünstlerin an der Oper auf und wurde 1842–1844 am Mindre teatern angestellt, wo sie laut Aftonbladet in Sprechstücken mit demselben Talent auftrat, das man schon zuvor bewundert hatte. Danach lebte sie einige Jahre lang in großer Armut. Der Journalist August Theodor Blanche lernte sie in einer Hütte in Ladugårdslandet kennen, wo sie versuchte, mit dem Verkauf von Seife ihren Lebensunterhalt zu bestreiten. Nach Angaben von Blanche plante sie, ein Restaurant, über das jedoch nichts weiter bekannt ist. Sie war die erste Frau in Schweden, die ihre Memoiren veröffentlichte (1850–1851), aber Widerberg starb in Armut.
Widerberg war nicht verheiratet, hatte aber mehrere Kinder, von denen Julia Liedberg (* 1824), Georgina Widerberg (* 1821) und ein Sohn ebenfalls Karriere in der Unterhaltungsbranche machten. Julia Widerberg war ebenfalls an der Oper, Georgina Widerberg beim Theater. Der Sohn wurde unter dem Künstlernamen „Vackra Rosen“ als Handorgelspieler und Straßengitarrist in Stockholm bekannt. Er wurde 1858 als Schüler an der Oper angenommen, aber er verließ die Opernschule bald wieder.

## Memoiren
- Henriette Widerberg: En skådespelerskas minnen: sjelfbiografi. Hos A. P. Landin, Gefle 1850 (runeberg.org).
  - Neuausgabe: Ernst von Wendt (Hrsg.): Henriette Widerberg : "tonernas härskarinna,lidelsernas slav"  : en skådespelerskas minnen  / i redigering och med en levnadsteckning av Ernst von Wendt. Bonnier, Stockholm 1924.